# Nécropole nationale de Notre-Dame-de-Lorette
Pour un article plus général, voir Sites funéraires et mémoriels de la Première Guerre mondiale (Front Ouest).
Pour les articles homonymes, voir Notre-Dame-de-Lorette (homonymie).
La nécropole nationale de Notre-Dame-de-Lorette est un cimetière militaire et mémorial français situé sur la colline éponyme, à 165 mètres d'altitude, sur le territoire de la commune d'Ablain-Saint-Nazaire près de Lens, dans le département du Pas-de-Calais.
Inaugurée en 1925, elle commémore les milliers de combattants morts sur un des champs de bataille les plus disputés de la Première Guerre mondiale entre octobre 1914 et septembre 1915. Environ 43 000 combattants y reposent, dont la moitié dans des tombes individuelles. Le site, comprenant le cimetière, la basilique, la tour-lanterne et le musée, a une superficie de plus de 25 hectares. C'est la plus grande nécropole militaire française.
À l'occasion du centenaire de la Première Guerre mondiale, le 11 novembre 2014, est inauguré par le président de la République François Hollande un mémorial international comportant les noms de 600 000 soldats tombés sur le sol du Nord et du Pas-de-Calais entre 1914 et 1918. Il est dénommé Anneau de la Mémoire et situé sur les bords de la colline de Notre-Dame-de-Lorette.
Depuis le 9 juin 2015, le centre d'histoire du Mémorial 14-18 retrace chronologiquement et thématiquement les événements de la Première Guerre mondiale dans les départements du Nord et du Pas-de-Calais. Ce centre d'interprétation propose une vue complète et synthétique des batailles dans les Flandres françaises et l'Artois. La bataille de Notre-Dame-de-Lorette et les combats sur le verrou de Souchez sont particulièrement mis en avant.
Le 20 septembre 2023, le site fait partie des 139 sites mémoriels et funéraires de la Première Guerre mondiale inscrits au patrimoine mondial de l'UNESCO.

## Histoire du site

### Le site avant la Grande Guerre

#### Construction d'un sanctuaire

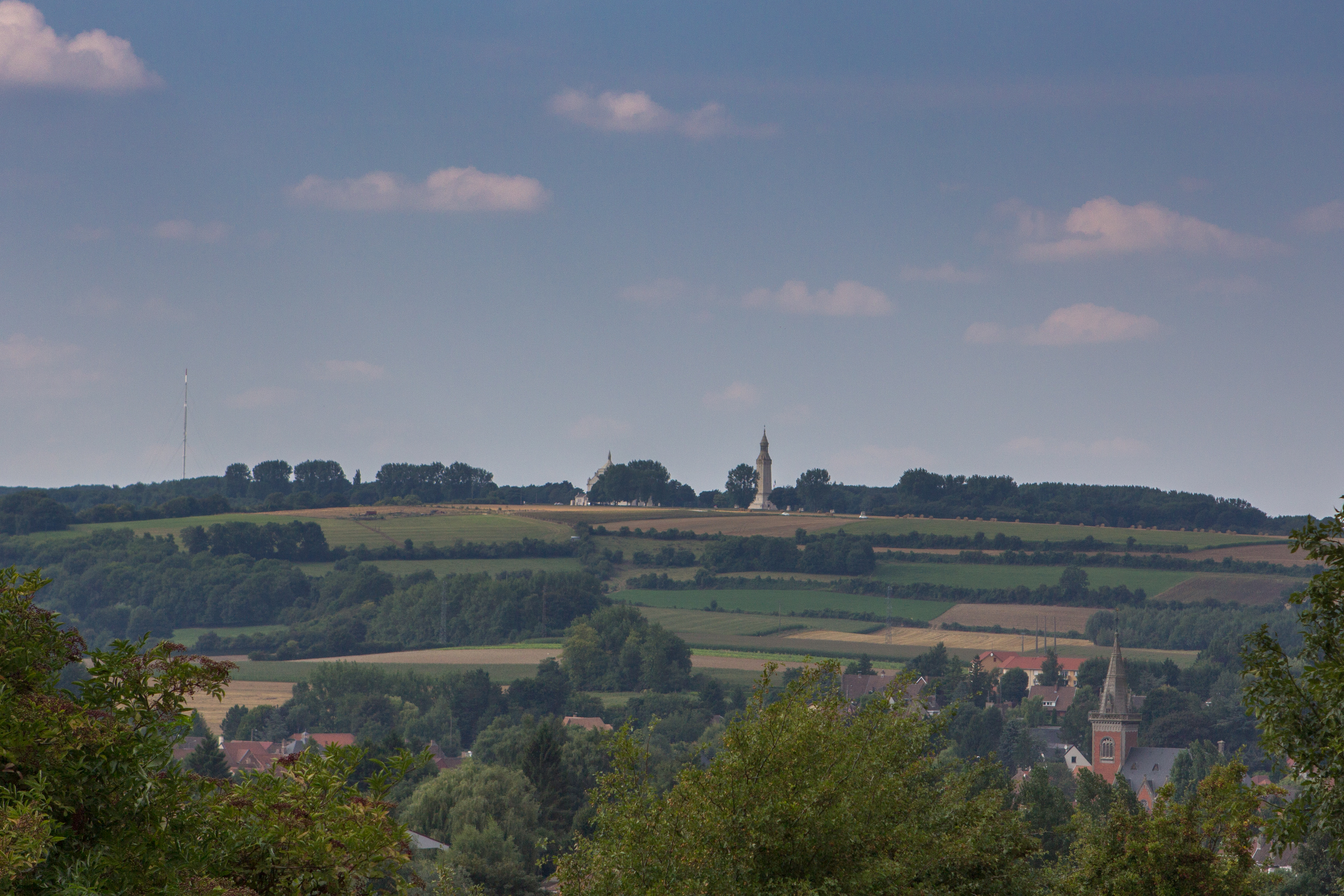
La colline de Notre-Dame-de-Lorette vue depuis les hauteurs de Souchez.

La colline de Notre-Dame-de-Lorette doit son nom à un oratoire édifié au XVIIIe siècle. En 1727, une petite chapelle dédiée à Notre-Dame-de-Lorette est édifiée sur le mont Coquaine situé au nord-est de la commune d'Ablain-Saint-Nazaire. C'est à l'initiative du peintre Florent Guilbert, originaire d'Ablain-Saint-Nazaire que l'oratoire est construit en remerciement de sa guérison lors d'un pèlerinage à la Sainte Maison de Lorette à Loreto, dans la région des Marches italiennes.
L'oratoire devint rapidement un lieu de pèlerinage fréquenté par les habitants des environs et au nom originel se substitua celui de Notre-Dame-de-Lorette.

#### Destruction et reconstruction auXIXesiècle
L'oratoire fut détruit en 1794 pendant la Révolution française, mais les fidèles continuèrent à se recueillir sous un tilleul situé à proximité.
En 1815, le curé d'Ablain-Saint-Nazaire obtint du préfet du Pas-de-Calais et de l'évêque d'Arras l'autorisation de reconstruire une chapelle qui fut ouverte au culte, le 8 septembre 1819. Le succès fut au rendez-vous, les pèlerins affluèrent et la chapelle fut agrandie. En mai 1915, au cours de la Première Guerre mondiale, la chapelle fut détruite.

### La bataille de Notre-Dame-de-Lorette

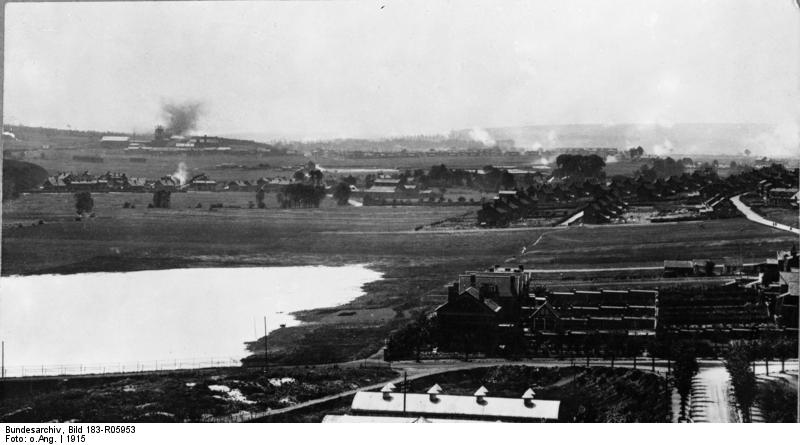
Début du feu roulant lancé par les Allemands sur la colline de Lorette en 1915.

D'octobre 1914 à octobre 1915, la colline de Lorette, située sur le territoire d'Ablain-Saint-Nazaire, fut l'objet de luttes farouches entre l'armée française et l'armée allemande. Cette position dominante, qui ne s'élève qu'à 165 m d'altitude, offre un observatoire exceptionnel sur le bassin minier du Nord-Pas-de-Calais au nord et la plaine d'Arras au sud.
En une année, 188 000 soldats, dont 100 000 français, sont morts pour défendre ou prendre « l'éperon de Notre-Dame-de-Lorette ».

## Un lieu de mémoire

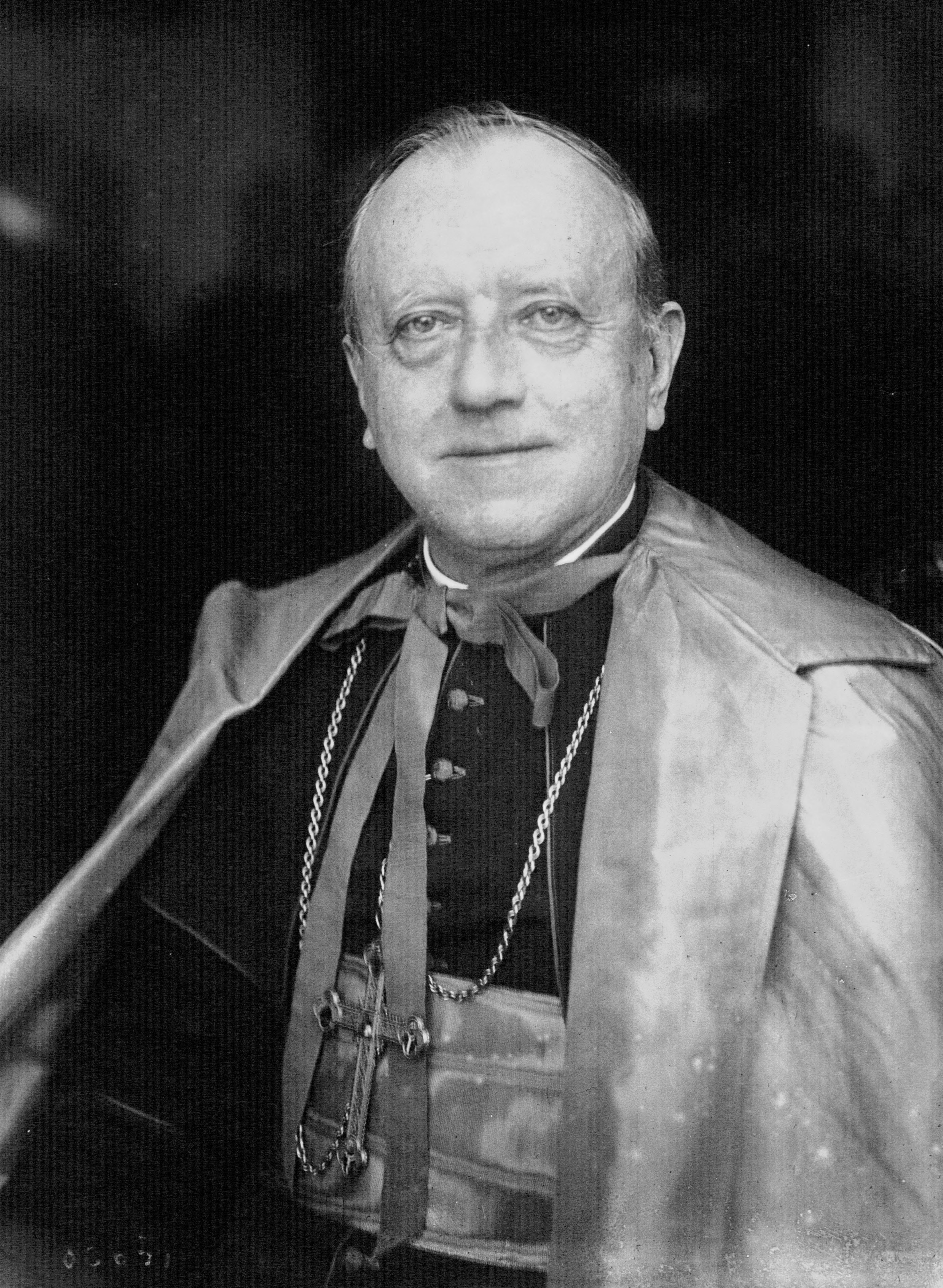
L'évêque d'Arras Eugène Julien.

### Lieu de mémoire de la Première Guerre mondiale
Le site de Notre-Dame de Lorette est devenu un lieu de mémoire et de recueillement durant l'entre-deux-guerres. Immédiatement après la guerre, le site de la colline de Notre-Dame-de-Lorette est choisi pour rassembler les dépouilles de soldats provenant de plus de 150 cimetières de l'Artois et des Flandres françaises. La nécropole nationale de Notre-Dame-de-Lorette a pour vocation la commémoration des batailles de la Première Guerre mondiale qui ont eu lieu en cet endroit et qui furent des plus disputées et des plus meurtrières du front occidental (Artois, Flandre française, Flandre belge), mais aussi pour la région Nord-Pas-de-Calais.
Le site devenu lieu de pèlerinage accueille 100 000 personnes le 12 septembre 1920. Le 19 juin 1921, le maréchal Philippe Pétain et l'évêque d'Arras Eugène Julien posent la première pierre de la nécropole nationale.
La chapelle fut reconstruite au sein de la nécropole nationale de Notre-Dame-de-Lorette et inaugurée le 2 août 1925 par le président du Conseil Paul Painlevé. De style romano-byzantin, elle est l'œuvre de l'architecte lillois, Louis Marie Cordonnier. Elle est décorée, à l'intérieur, de fresques religieuses et de vitraux qui évoquent des événements de la Première Guerre mondiale et l'histoire religieuse de la France. Les murs sont revêtus de plaques à la mémoire de soldats. Un triptyque dédié à la Vierge de Częstochowa, patronne vénérée des Polonais a été déposé dans la chapelle.
La colline de Lorette est protégée au titre des sites classé et inscrit du Pas-de-Calais : c'est un site classé par arrêtés du 30 avril 1929 et du 7 novembre 1934, confirmé par décret du 1er janvier 1938, et un site inscrit par arrêté du 7 novembre 1934.
En septembre 2023, le cimetière fait partie des 139 sites mémoriels et funéraires de la Première Guerre mondiale inscrits au patrimoine mondial lors de la 45e session du Comité du patrimoine mondial.

### Lieu de mémoire de la Seconde Guerre mondiale
Dans la crypte de la chapelle, fut inhumé, le 16 juillet 1950, en présence de Guy Mollet et de Louis Jacquinot, ministre des anciens combattants, un Soldat inconnu de la Seconde Guerre mondiale. En 1955, la crypte recueillit les cendres de déportés disparus dans les camps nazis.

### Lieu de mémoire de la Guerre d'Algérie
Une tombe du Soldat inconnu de la guerre d'Algérie y a également été inaugurée le 16 octobre 1962,. En 1977, la dépouille du Soldat inconnu de la guerre d'Algérie et des combats du Maroc et de Tunisie y fut inhumée.

### Lieu de mémoire de la Guerre d'Indochine
Le 8 juin 1980, ce fut le corps du Soldat inconnu de la Guerre d'Indochine qui y fut transféré.

## Le cimetière militaire

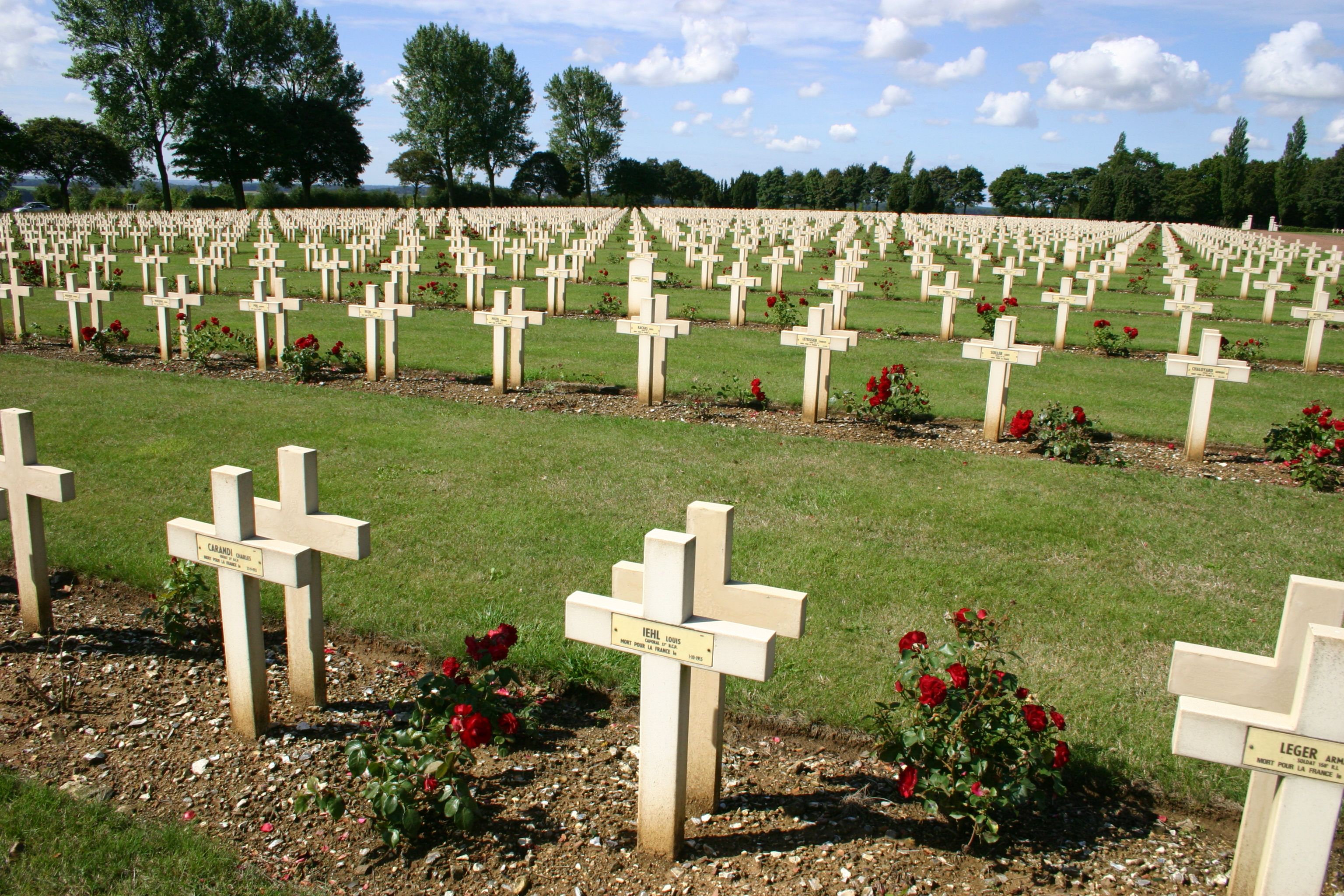
Vue d'ensemble des tombes.

Le cimetière est un vaste espace de recueillement de près de 13 ha (mesurant 645 m d'ouest en est, sur 200 m du sud au nord). C'est le plus grand cimetière militaire français : 40 058 corps y reposent dans des tombes individuelles et dans huit ossuaires. C'est en 1925 que la nécropole est inaugurée avec son immense cimetière, sa place d'Armes, les ossuaires, la basilique et la tour-lanterne.

### Les tombes individuelles
Surmontées dans un premier temps de croix en bois, comme dans tous les cimetières militaires français, les tombes de Lorette ont été surmontées par une croix en ciment à partir de mars 1933, sous la direction de M. Aulery. Les croix de bois retirées ont été par la suite repeintes en noir et utilisées dans les cimetières allemands que la France entretenait alors.

### Le carré musulman
Le carré musulman de la nécropole, qui héberge les tombes de 576 soldats musulmans de l'Armée française morts pour la France durant la Première Guerre mondiale, a été profané à trois reprises depuis 2007 :
- dans la nuit du 18 au 19 avril 2007, 52 tombes musulmanes ont été profanées ;
- dans la nuit du 5 au 6 avril 2008, 148 tombes ont été recouvertes d'inscriptions injurieuses anti-islam ;
- dans la nuit du 7 au 8 décembre, plusieurs centaines de tombes musulmanes ont été profanées[15].

### Les ossuaires

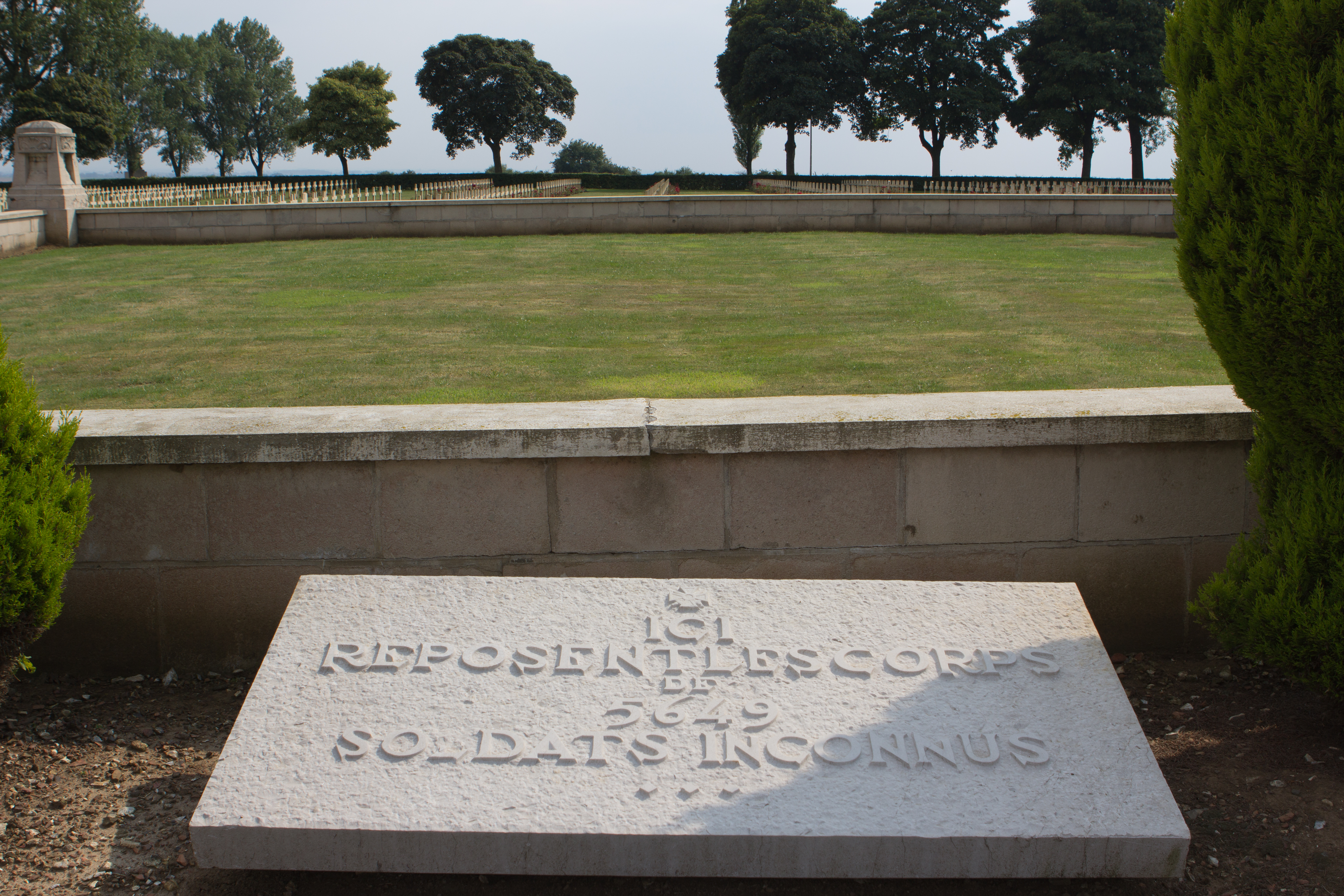
L'ossuaire no 3 bis.

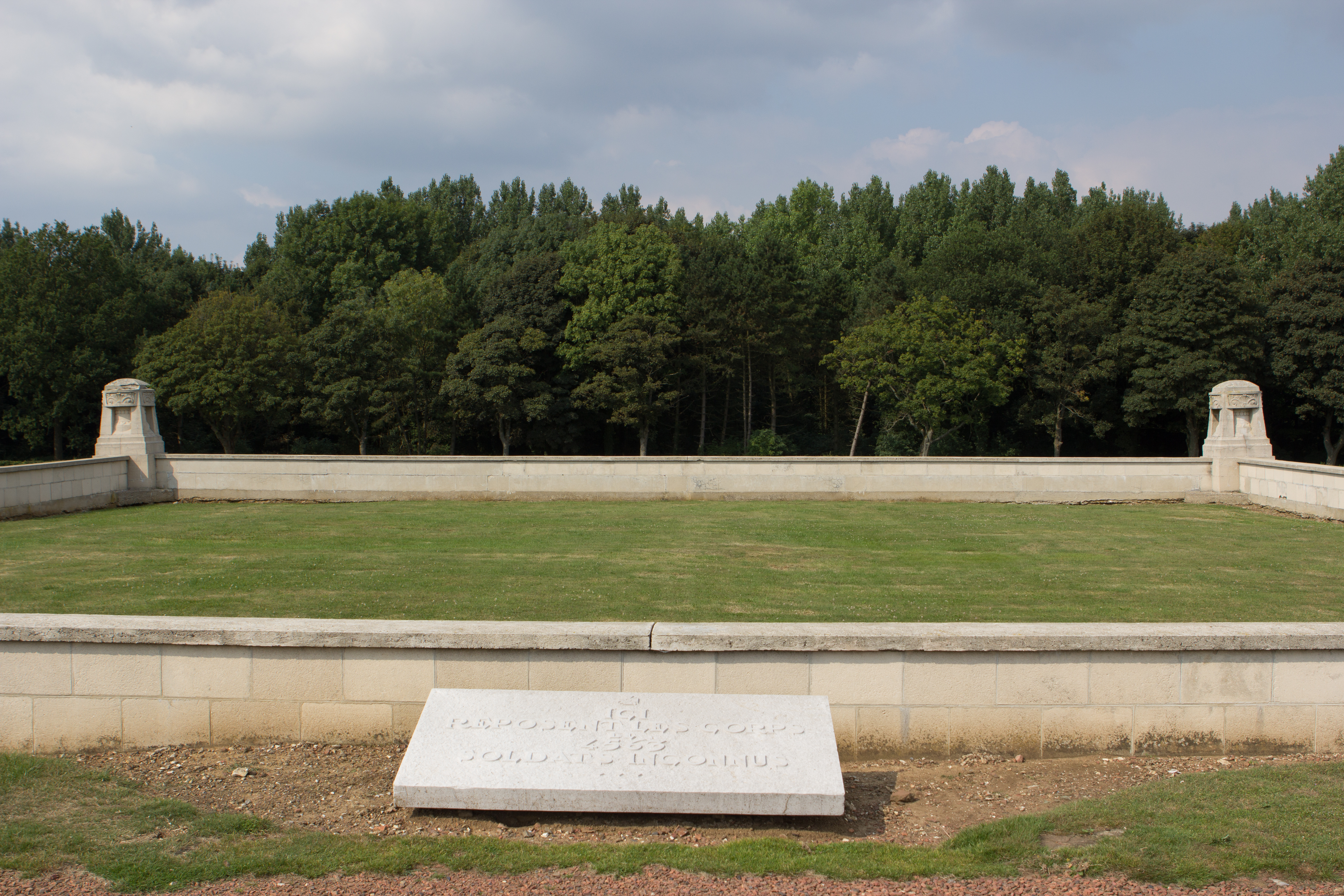
L'ossuaire no 4 bis.

La nécropole comporte huit ossuaires :
- l'ossuaire principal, situé sous la tour-lanterne, recueille des ossements ramassés sur la colline de Notre-Dame-de-Lorette elle-même ;
- l'ossuaire no 1, situé à la bordure ouest de la nécropole, recueille des ossements provenant : d'Arras (cimetière du Saint-Sacrement), de Bapaume (cimetière communal), de Bucquoy (cimetière communal), de Fresnes-lès-Montauban, de Gavrelle, de Lorette (ancien cimetière), de  Neuville-Vitasse, de Neuvireuil (fosse commune), d'Oppy, de Ramillies, de Souchez (la Sucrerie), et de Saint-Nicolas (cimetière communal et ancienne route de Bailleul) ;
- l'ossuaire no 2, situé à la bordure ouest de la nécropole, recueille des ossements provenant : d'Agny (cimetière militaire), d'Anzin-Saint-Aubin, d'Écurie, de La Chapelle (cimetière 2), de La Targette (en partie), du cimetière de la vallée, de Thélus, de Vimy et de Wancourt ;
- l'ossuaire no 3, situé à la bordure ouest de la nécropole, recueille des ossements provenant : de la Forestière, de Souchez (la Sucrerie), et de Wancourt (fosse commune) ;
- l'ossuaire no 4, situé à la bordure ouest de la nécropole, recueille des ossements provenant : d'Hénin-sur-Cojeul, d'Hersin-Coupigny, d'Houdain, d'Hulluch, de La Motte (Belgique), de La Targette, Des Pylones, de Loos-en-Gohelle, Lorette (plateau), de Mazingarbe, de Monchy-au-Bois, de Neuville-Saint-Vaast (Labyrinthe), de Paillencourt, de Roclincourt (Château), de Sailly-sur-la-Lys, Saint-Laurent-Blangy Souchez (Cabaret Rouge), Vermelles, Villers-au-Bois, Villers-Châtel, Villers-Station, Wailly, de Wingles, d'Agny (cimetière militaire), La Targette (fosse commune) et de Saint-Nicolas ;
- l'ossuaire no 5, situé à la bordure ouest de la nécropole, recueille des ossements provenant : d'Aix-Noulette (Zeffe, Orchard, Wosten), d'Anzin-Saint-Aubin, de La Faisanderie, de Foncquevillers, de Grenay (cimetière du Maroc), d'Hannescamps (fosse commune), d'Hébuterne (cimetière militaire), de Marqueffles, de Saint-Nicolas et de Vaulx-Vraucourt ;
- l'ossuaire no 3 bis, situé à l'est de la tour-lanterne, recueille des ossements provenant : d'Achiet-le-Petit, d'Acq, d'Aix-Noulette, d'Angres, d'Annay, d'Annequin, d’Berles-au-Bois, de Biache-Saint-Vaast, de Boiry-Sainte-Rictrude, de Bois de la haie, de Boisleux-au-Mont, de Bucquoy (ferme Duquesnoy), de Cagnicourt, de Camblain-l'Abbé (cimetière annexe), de Carency, de la côte 119, de la côte 140, de Douchy-lès-Ayette, de Duisans, d'Écoivres, d'Ennetières-en-Weppes (Nord), d'Étrun, de Fresnoy-en-Gohelle, de Gouy-en-Gohelle, de Guémappe et d'Hamblain-les-Prés ;
- l'ossuaire no 4 bis, situé à l'est de la tour-lanterne, recueille des ossements provenant : d'Achiet-le-Grand, d'Arras (Saint-Sauveur), de Bailleul-Sir-Berthoult (fosse commune), de Barastre, de Beaulencourt, de Beaurains, de Beugny (fosse commune), de Blairville, de Bois-Bernard, de Feuchy, de Givenchy-lès-la-Bassée, d'Hendecourt-lès-Ransart, de Liévin, de Neuvireuil, Saint-Hilaire-lez-Cambrai et  de Serre-Hébuterne.

## La lanterne des morts

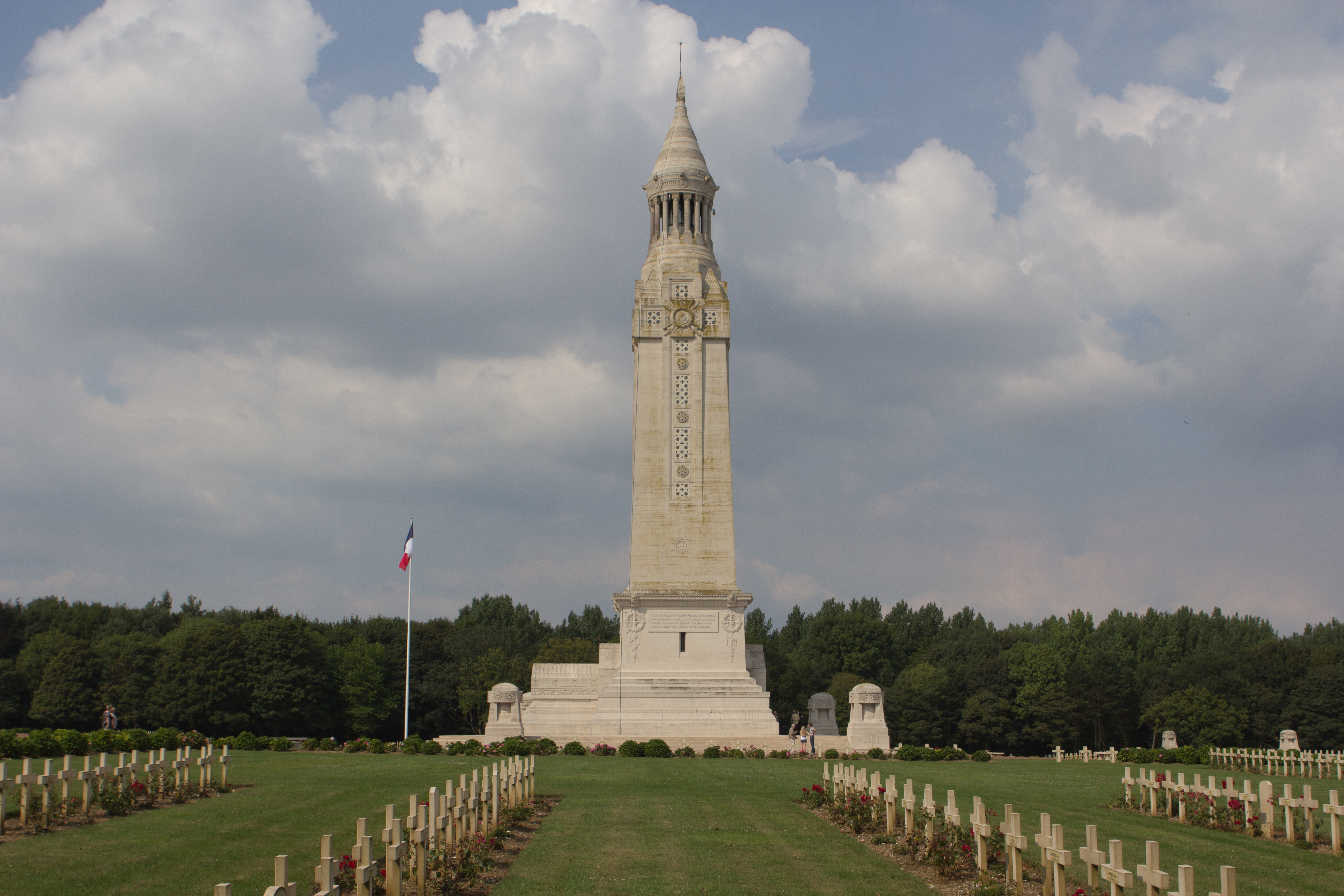
La tour-lanterne.

La lanterne des morts est l'œuvre de l'architecte Louis Marie Cordonnier (à qui son fils Louis-Stanislas Cordonnier est associé depuis 1919) qui s'est inspiré de celle de Saint-Pierre-d'Oléron. Elle s'élève à 52 m de hauteur et repose sur une base carrée de 12 m de côté,. Celle-ci, qui est éclairée la nuit, servirait à guider les âmes des morts vers l'au-delà, vers le paradis.
La première pierre de la tour-lanterne est posée le 19 juin 1921 par le maréchal Philippe Pétain. Son inauguration, présidée par le président du Conseil Paul Painlevé, a lieu le 2 août 1925 en présence de 50 000 personnes.
Le sommet de la tour contient une lanterne qui tourne à raison de cinq tours par minute et dont la lumière est visible à plusieurs kilomètres à la ronde. La tour abrite une crypte dans laquelle se trouve un ossuaire ainsi qu'une chapelle ardente,.

## La basilique

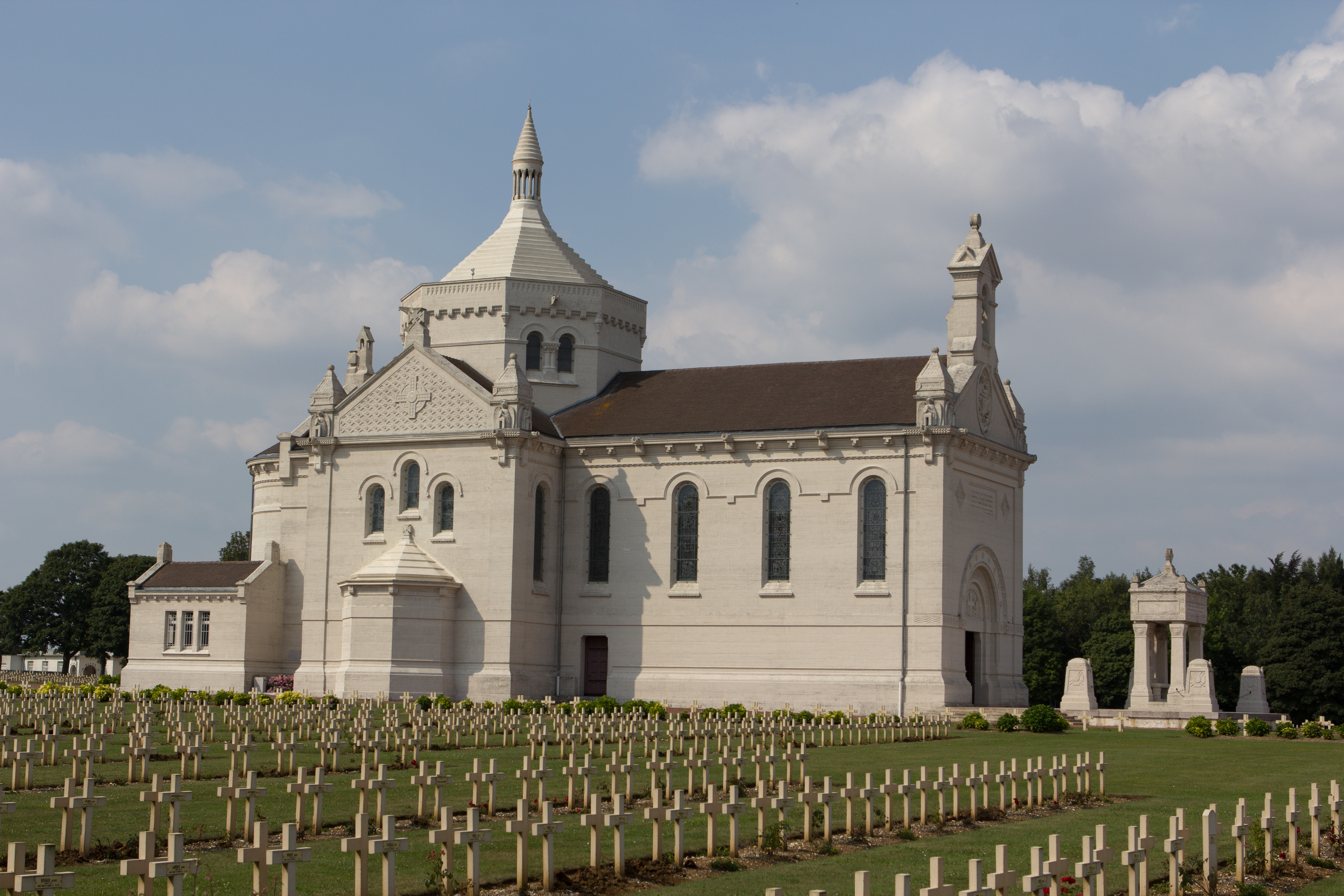
La chapelle.

La basilique de Notre-Dame-de-Lorette qui est aussi l'œuvre de Louis Marie Cordonnier (à qui son fils Louis-Stanislas Cordonnier est associé depuis 1919), est un édifice de style romano-byzantin de 46 m de longueur et de 14 m de largeur. Elle est inaugurée le 2 août 1925 par le président du Conseil Paul Painlevé, puis bénie le 26 mai 1927 par Mgr Eugène Julien, évêque d'Arras,. La chapelle a été consacrée par Monseigneur Henri-Édouard Dutoit le 5 septembre 1937.
Elle a rang de basilique mineure.
Les vitraux sont l'œuvre du maître-verrier chartrain Charles Lorin d'après les dessins d'Henri Pinta. Six vitraux du transept de la chapelle, offerts par les Britanniques (par la commission impériale des sépultures militaires britanniques), ont été exécutés par l'artiste anglais Henry Payne (en). Les travaux des mosaïques de l'intérieur de la chapelle ont été réalisés par les ateliers de Félix Gaudin.
La citation en latin qui figure sur l'arc devant l'entrée principale est une citation biblique tirée de 2 Samuel 1.19 (II Reg 1.18 selon la version Vulgate Clémentine) : « Ta gloire, Israël, a donc péri sur les hauteurs ? Comment sont tombés les héros ? » (selon la traduction Pirot-Clamer/Liénart).

## L'anneau de la Mémoire

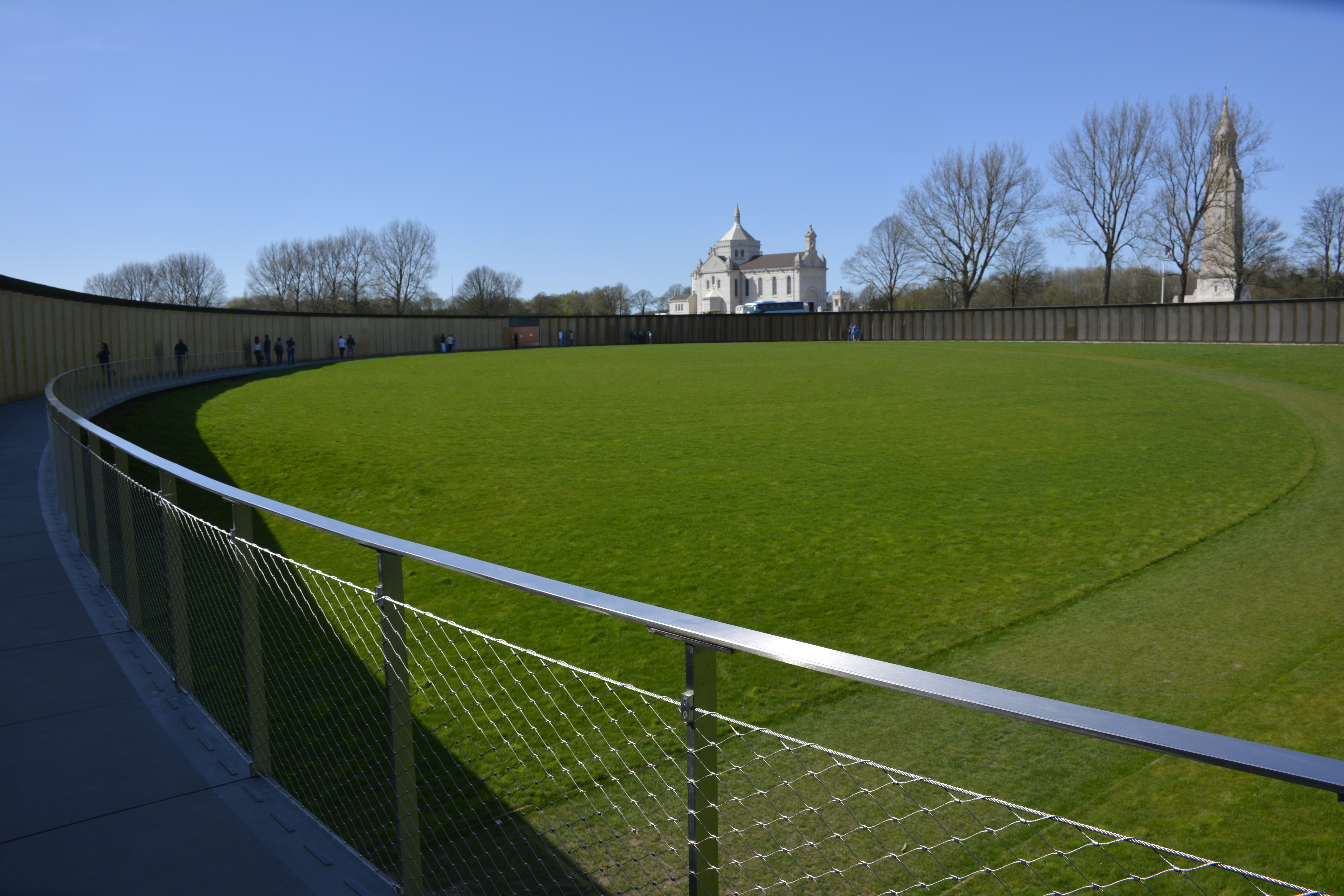
Anneau de la mémoire de Notre-Dame-de-Lorette.

Le 11 novembre 2014, à l'occasion du centenaire de la Première Guerre mondiale, est inauguré par le président de la République François Hollande le Mémorial international de Notre-Dame-de-Lorette sur lequel sont gravés les noms de 600 000 soldats de toutes les nationalités morts en Flandre française et en Artois entre 1914 et 1918. Ce monument devient un lieu de commémoration intergénérationnel et international. Il est complété par le contenu historique disponible au centre d'interprétation de Souchez situé à 1 500 m en contrebas de la colline de Notre-Dame-de-Lorette.
Le mémorial, dessiné par l'architecte Philippe Prost, consiste en un anneau d'un périmètre de 345 m, sur lequel sont inscrits les noms des soldats par ordre alphabétique, sans distinction de nationalité, de grade ou de religion.
Le mémorial est établi sur la colline, au sud-est de la nécropole, sur un terrain de 2,2 ha cédé à la région Nord-Pas-de-Calais par le ministère de la Défense, dans le cadre d'une convention signée le 13 avril 2011,.

## Galerie

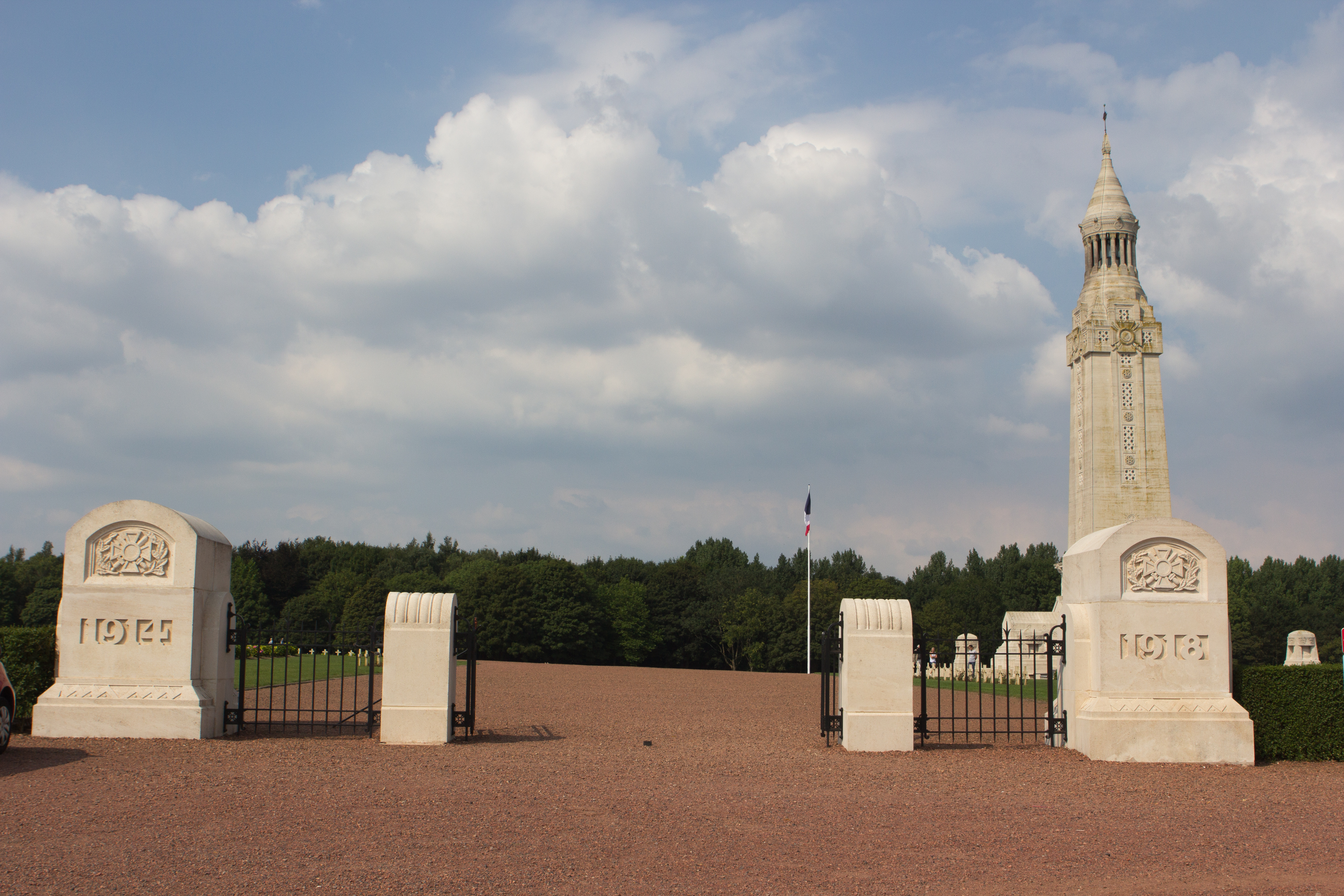
L'entrée de la nécropole.
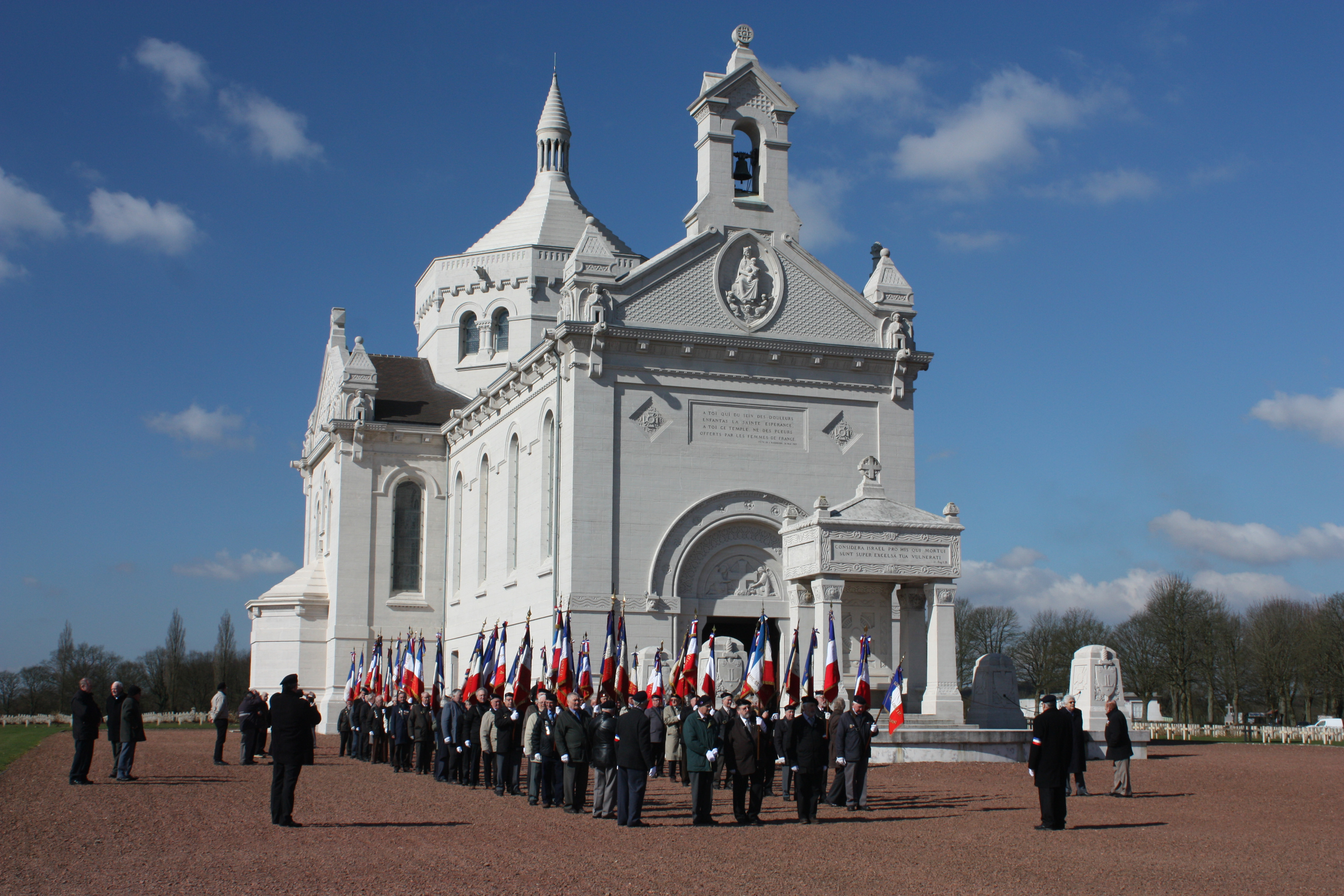
Cinquantenaire du cessez-le-feu du 19 mars 1962.
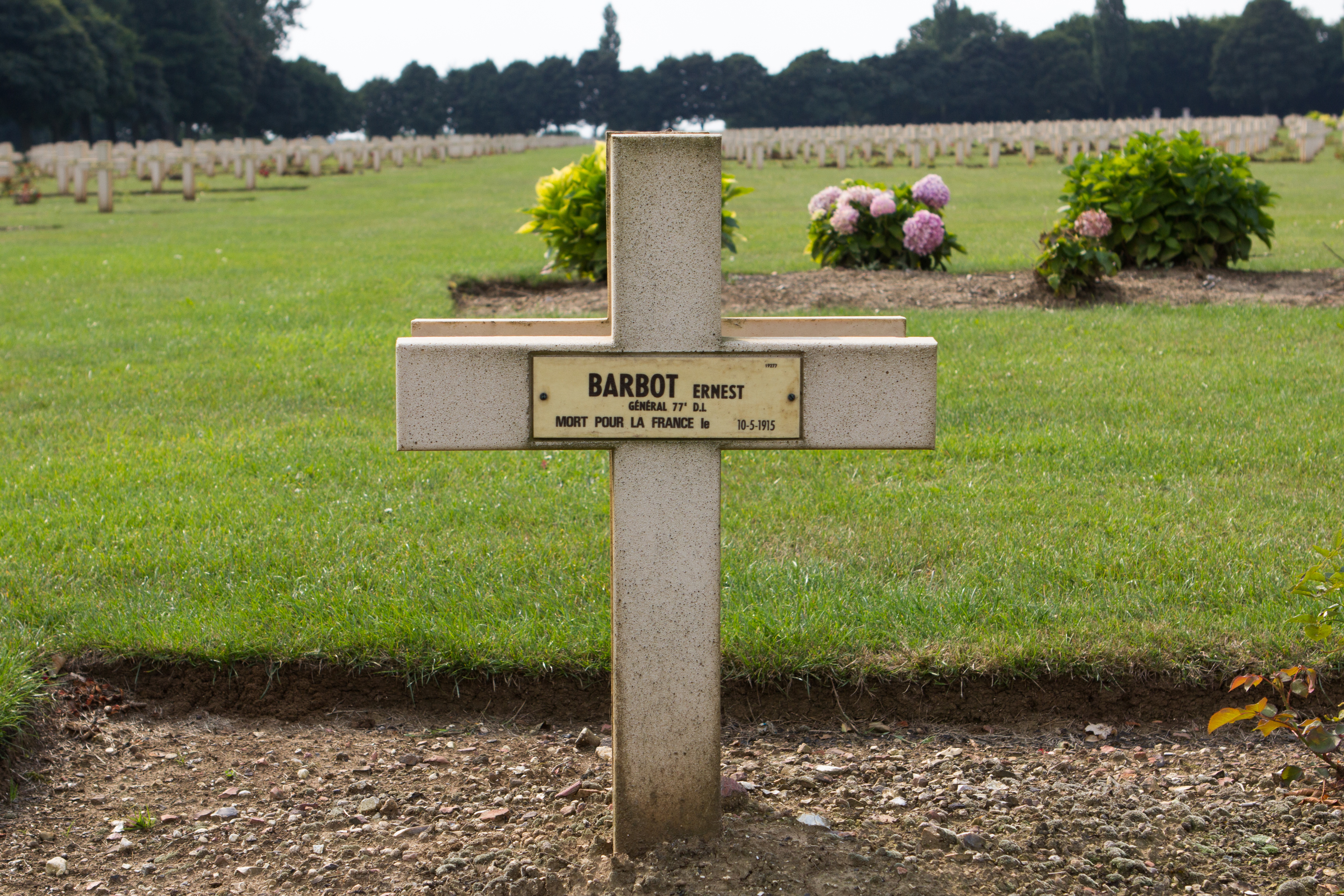
La tombe du général Barbot, commandant de la 77e division lors de la 2e bataille d'Artois.
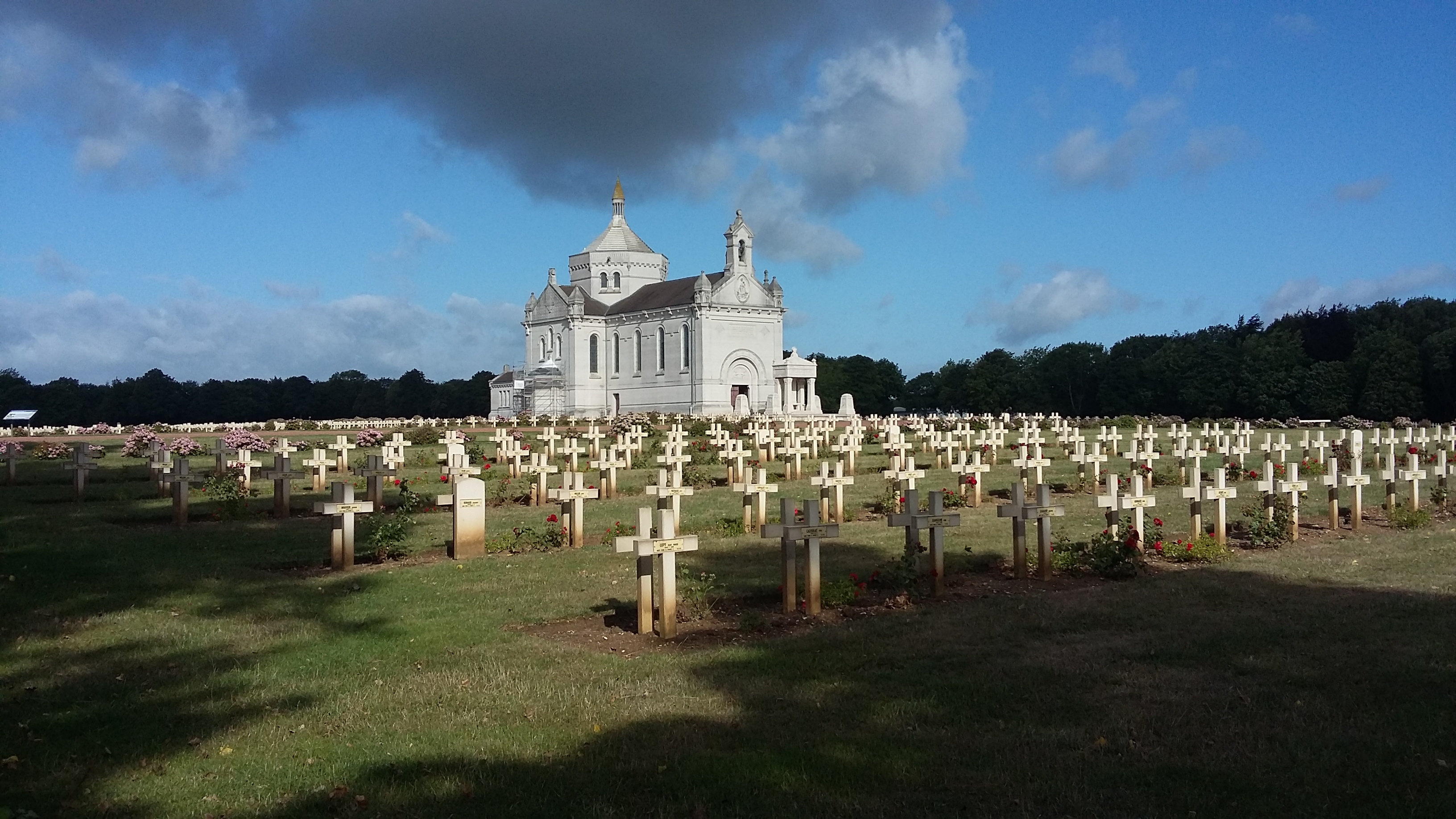
La nécropole et la chapelle.
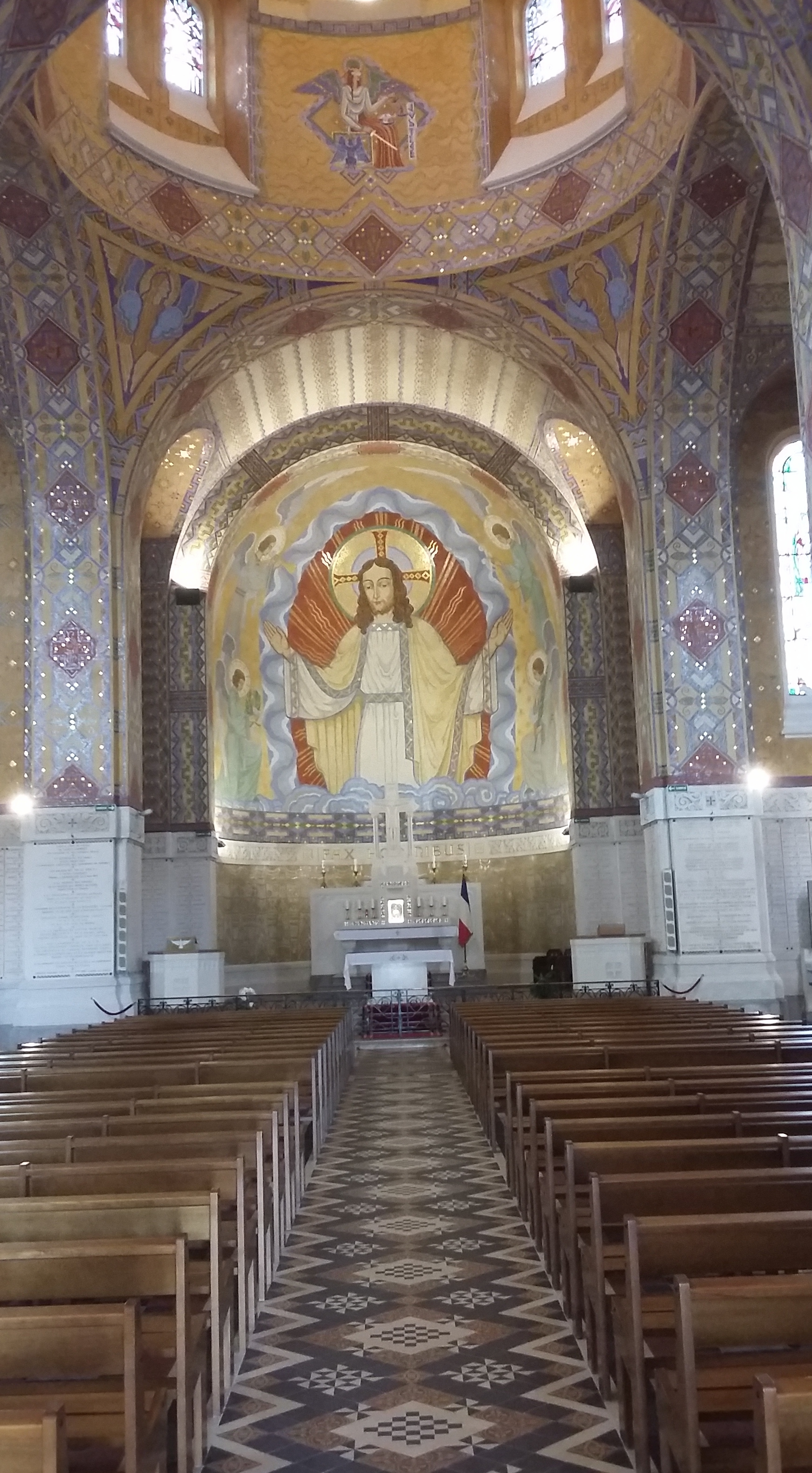
Intérieur de la chapelle.
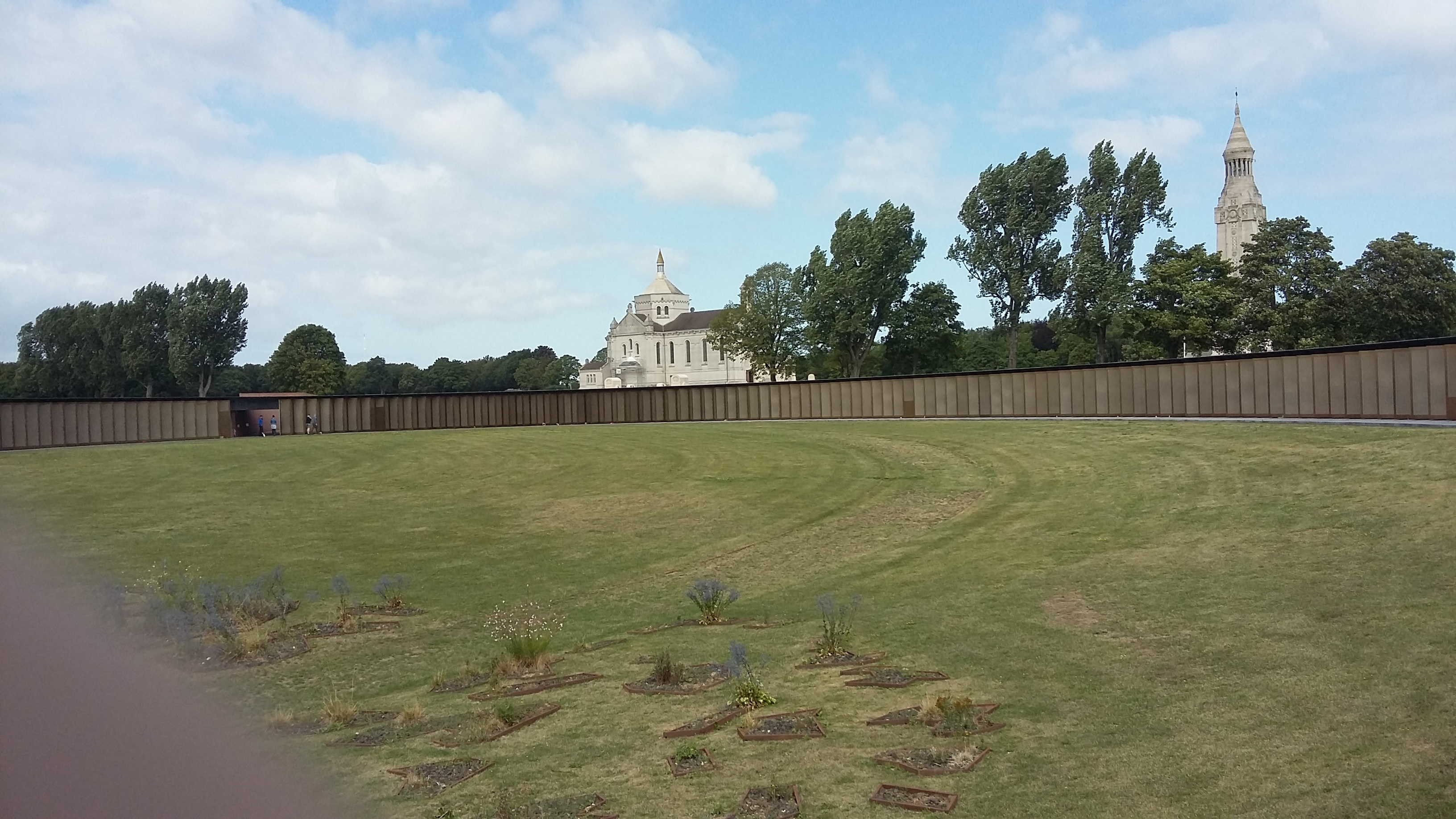
L'Anneau de la mémoire.